# Mark Bentley
Mark James Bentley (Hertford, Anglia, 1978. január 7. –) angol labdarúgó. Elsősorban középpályás, de hátvédként is képes pályára lépni. Jelenleg a Hayes & Yeading United játékosa.

## Pályafutása
Bentley 1998 augusztusában, az Enfieldnél kezdte pályafutását, majd később megfordult az Aldershot Townban, a Gravesend & Northfleetben és a Dagenham & Redbridge-ben is. A Gravesendnél a 2002/03-as szezon után az év legjobbjának is megválasztották.
2004. január 15-én a Southend Unitedhez igazolt, ekkor szerepelhetett először a The Football League-ben. Itt 93 bajnoki mérkőzésen lépett pályára, ebből 23-szor csereként, és 12 gólt szerzett. Két osztály is feljebb lépett csapatával, de miután lejáró szerződését 2006-ban csak egy évvel hosszabbította volna meg a csapat, úgy döntött, hogy távozik.
Bentley 2006. május 22-én kétéves szerződést kötött a Gillingham csapatával. Augusztus 5-én, egy Huddersfield Town ellen 2–1-re megnyert hazai mérkőzésen mutatkozott be a kék-fehéreknél. Néhány nappal később, augusztus 12-én, a Bradford City ellen megszerezte első gólját is. A mérkőzést csapata 4–2-re elvesztette. A 2006/07-es szezonban Andrew Crofts mögött az idény második legjobb Gillingham-játékosának választották, majd 2007 szeptemberében két évvel meghosszabbította szerződését a klubnál.
A 2009/10-es évadban ismét csapata második legjobbjának választották, majd egy új, egy plusz egy évre szóló kontraktust írt alá az együttessel. 2011 márciusában egy hónapra kölcsönben a Cambridge Unitedhez került. Május 11-én szerződést bontott vele a Gillingham, miután a csapat képtelen volt kiharcolni a harmadosztályba való feljutást.
Bentley a Hayes & Yeading United játékosa lett. Miután Jamie Hand a Luton Townhoz igazolt, őt választották meg csapatkapitánynak.

## Fordítás
- Ez a szócikk részben vagy egészben  a   Mark Bentley című angol Wikipédia-szócikk fordításán alapul.  Az eredeti cikk szerkesztőit annak laptörténete sorolja fel. Ez a jelzés csupán a megfogalmazás eredetét és a szerzői jogokat jelzi, nem szolgál a cikkben szereplő információk forrásmegjelöléseként.

## Külső hivatkozások
- Mark Bentley pályafutásának statisztikái a Soccerbase oldalon (angolul)

- Mark Bentley profilja a Hayes & Yeading United honlapján